# Erythroxylum nitidum
Erythroxylum nitidum är en tvåhjärtbladig växtart som beskrevs av Spreng.. Erythroxylum nitidum ingår i släktet Erythroxylum och familjen Erythroxylaceae. Inga underarter finns listade i Catalogue of Life.